# Polarda
La Polarda, con una altitud de 2253 m s. n. m., es el "dosmil" más oriental de Sierra Nevada, en la provincia de Almería (España). Administrativamente, se encuentra en el límite de los términos municipales de Beires y Abrucena.

## Descripción
Se trata de la montaña más oriental de la cresta Este-Oeste que compone la Sierra Nevada almeriense. La cima es rocosa, con laderas escarpadas al norte y un relieve más suave al sur. Su vértice geodésico está a 2253 m, aunque la cresta sigue ascendiendo en el oeste hacia el cerro Mancaperros (2399 m).
Al este del vértice se encuentra el Peñón de Polarda (2199 m), una cima rocosa secundaria. Aquí se encuentra también un refugio de montaña, el "Refugio-Vivac La Polarda", a 2150 m de altitud.
En la parte alta la vegetación es escasa. En sus laderas destaca la presencia de pinares.

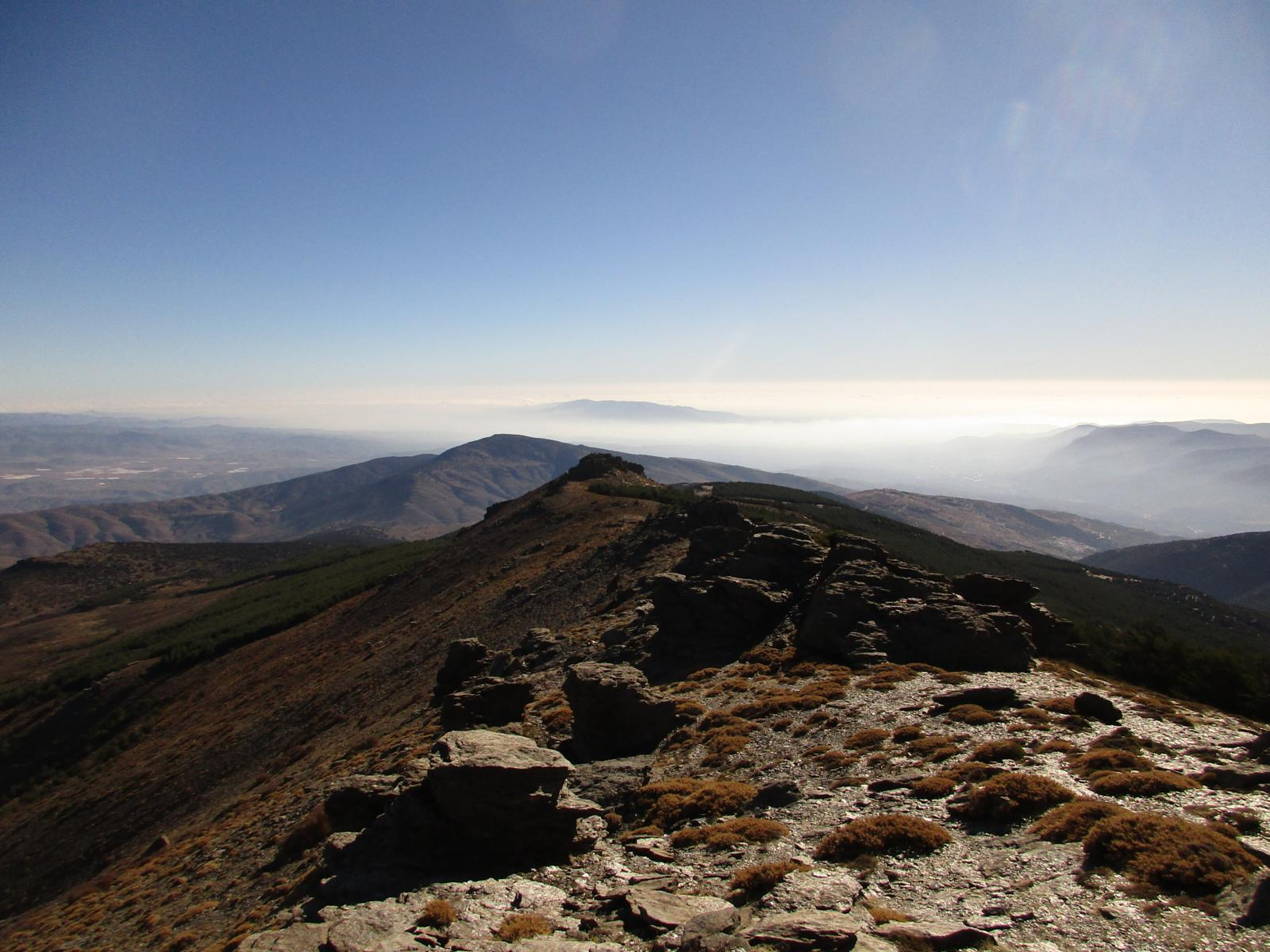
Vistas desde la cima, con el Peñón de Polarda (2199 m) en primer plano, el Montenegro (1715 m) detrás, y, de izquierda a derecha, las sierras de Filabres, Alhamilla y Gádor al fondo.